# Faisceau d'hélices

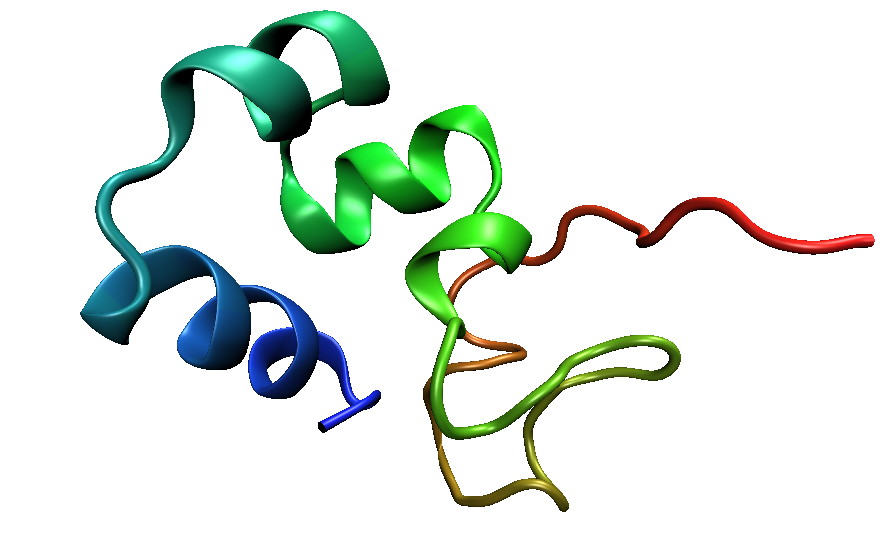
Exemple de faisceau de trois hélices, formant le domaine en casque d'une villine de poulet.

Un faisceau d'hélices (helix bundle en anglais) est une petite structure tertiaire de certaines protéines constituée de plusieurs hélices α généralement parallèles ou antiparallèles entre elles.

## Faisceaux de trois hélices α
Les faisceaux de trois hélices comptent parmi les domaines structuraux à la fois les plus petits et les plus rapides à se replier de manière coopérative. Le faisceaux de trois hélices du domaine en casque de la villine ne compte que 36 résidus d'acides aminés et est couramment choisi comme sujet d'étude de dynamique moléculaire par simulation numérique en raison de sa vitesse de repliement particulièrement rapide, qui est de l'ordre de la microseconde et est de ce fait dans un ordre de grandeur accessible aux simulations,. La protéine accessoire du virus du sida possède un repliement très semblable qui a également été intensivement étudié.
Il n'y a pas de motif séquentiel particulièrement associé aux faisceaux de trois hélices, de sorte qu'ils ne peuvent pas nécessairement être prévus simplement à partir de la séquence en acides aminés. On trouve souvent des faisceaux de trois hélices dans les protéines de liaison à l'actine (en) et les protéines de liaison à l'ADN.

## Faisceaux de quatre hélices α
Les faisceaux de quatre hélices consistent généralement en quatre hélices α rassemblées pour former un arrangement spiralé avec un cœur hydrophobe étroitement compacté en son centre. Les paires d'hélices adjacentes sont également souvent stabilisées par des ponts salins entre résidus de charge électrique opposée. L'axe de chaque hélice s'écarte typiquement de 20° par rapport à celui des hélices voisines, soit une inclinaison bien plus faible que dans le repliement globine, qui est une structure plus grande rassemblant également des hélices α.
La topologie spécifiques des hélices dépend de la protéine. Les hélices adjacentes sur la séquence sont souvent antiparallèles, bien qu'il soit également possible d'arranger des liaisons antiparallèles entre hélices parallèles. Les superhélices dimériques étant elles-mêmes relativement stables, les faisceaux de quatre hélices peuvent être des dimères de paires de superhélices, comme dans la protéine Rop (en). On trouve par ailleurs des faisceaux de quatre hélices dans les cytochromes, la ferritine, l'hormone de croissance humaine, les cytokines et le domaine C-terminal du Répresseur lac (en).
Les faisceaux de quatre hélices peuvent présenter une stabilité thermique dépassant 100 °C. Ils se sont révélés être des cibles de choix pour la conception de protéines de novo, avec la conception réussie de nombreuses protéines de novo par des méthodes aussi bien rationnelles que combinatoires. Bien que les séquences ne soient pas conservées entre les différents faisceaux de quatre hélices, les motifs séquentiels tendent à reproduire ceux des superhélices, dans lesquelles on retrouve un résidu hydrophobe tous les 7 et 11 résidus.